# Matrimonio igualitario en Puerto Rico
En Puerto Rico dos personas del mismo sexo se pueden casar y tienen igualdad de derechos ante la ley en términos del matrimonio civil. El matrimonio igualitario es completamente reconocido en todas las jurisdicciones de Estados Unidos. El 26 de junio de 2015, el Tribunal Supremo estadounidense declaró inconstitucional la negación del derecho al matrimonio civil entre personas del mismo sexo, en el caso Obergefell v. Hodges.  El 8 de marzo de 2016 el juez del Tribunal de Estados Unidos en Puerto Rico Juan M. Pérez-Giménez emitió una orden que establecía que la decisión del Tribunal Supremo de los Estados Unidos no aplicaba a Puerto Rico por su condición colonial de territorio, pero el 11 de abril de 2016, el juez Gustavo Gelpí, del Tribunal Federal de San Juan, ratificó que la decisión es inconstitucional y que los derechos matrmoniales sí deben aplicar a las parejas del mismo sexo en la isla que deseen contraer nupcias. 
Al igual que muchos estados de Estados Unidos en la década de los 90, el Gobierno aprobó una ley a tales fines como respuesta a la decisión de la Corte Suprema de Hawái que declaró inconstitucional la negación del derecho al matrimonio a las parejas del mismo sexo.  `

## Código Penal
La sodomía consentida estuvo penalizada --aunque sólo en teoría-- hasta el 2003, cuando la Corte Suprema de los Estados Unidos declaró inconstitucionales las leyes de todos los estados y territorios que declaraban delito las relaciones anales consentidas, en el caso Lawrence contra Tejas. Tras la decisión federal, el nuevo Código Penal de Puerto Rico, que entró vigor en mayo de 2005, no hace alusión a este tipo de relación sexual.

## Código Civil
El arzobispo de San Juan, Roberto González Nieves, manifestó que legalizar este tipo de uniones afectaría "la fibra moral" del pueblo puertorriqueño. Sin embargo, abogados, expertos constitucionales, profesionales de la salud y agencias gubernamentales como la Procuradoría de la Mujer, el Departamento de la Familia y el Departamento de Justicia llamaron la atención sobre los miles de parejas desprovistas de derechos por no estar casadas o por no poder hacerlo, como es el caso de las parejas del mismo sexo.

## Constitución
A pesar de que el sistema republicano que impera en establece la separación entre el Estado y la Iglesia, un grupo de juristas cristianos está proponiendo una enmienda a la Constitución de Puerto Rico, conocida como "la resolución 99", para establecer en la Carta Magna que el Estado sólo reconocerá a las parejas heterosexuales y sólo cuando éstas hayan contraído matrimonio.  En Puerto Rico, las enmiendas constitucionales las propone la Legislatura por votación de dos terceras partes.  Luego son presentadas en un referéndum al Pueblo. La medida fue aprobada en el Senado con dos terceras partes. 
La resolución 99 se encontraba estancada en la Cámara de Representantes. El 12 de junio de 2008 la resolución 99, que proponía elevar a rango constitucional el matrimonio heterosexual en Puerto Rico es rechazada por la comisión legislativa que estaba a su cargo. 
De esta manera la comunidad homosexual y muchos otros sectores de la sociedad puertorriqueña consideraron la votación como una victoria sobre los sectores conservadores y religiosos. No obstante, algunos candidatos a legisladores han prometido revivir la medida para ganar elecciones.  
De todas formas, queda un largo camino por recorrer para que la comunidad homosexual alcance un lugar de respeto e igualdad en la sociedad.

## Controversias
En 2011 la Asamblea decidió excluir este proyecto del Código Civil, si bien el cantante Ricky Martin se pronunció en contra de la exclusión de este proyecto por parte de la Asamblea.

## Matrimonio gay alcanza legalidad
En una decisión (5-4) el Tribunal Supremo de EE. UU determinó el 26 de junio de 2015 que es inconstitucional prohibir el matrimonio gay, lo que obligaría al Gobierno de Puerto Rico a iniciar los procedimientos para reconocerlo. La mayoría de los jueces del máximo foro judicial americano decidió que impedir el matrimonio entre personas del mismo sexo, como ocurre en trece estados y en Puerto Rico, es una violación de la decimocuarta enmienda de la Constitución federal, que mantiene que todo ciudadano debe recibir igual protección de las leyes.
La determinación del Supremo federal, aunque se basó en casos de Míchigan, Kentucky, Ohio y Tenesí, tiene el efecto de invalidar el artículo 68 del Código de Civil de Puerto Rico, que ha definido el matrimonio como la unión entre un hombre y una mujer, y prohibido expresamente el reconocimiento del matrimonio entre personas del mismo sexo.
La mayoría de los jueces, incluyendo a la puertorriqueña Sonia Sotomayor, determinó que el matrimonio es un derecho fundamental.
Desde la Fortaleza en San Juan, el gobernador Alejandro García Padilla afirmó que “el reconocimiento del derecho al matrimonio fortalece las libertades de todos y todas. Celebremos la igualdad ante la ley”. A través de una orden ejecutiva, el primer ejecutivo estableció que se deben identificar y revisar todos los programas, estatutos, regulaciones y políticas de las agencias, de forma tal que los derechos del matrimonio se apliquen uniformemente a todo matrimonio, independientemente del género o sexo de quienes lo compongan.